# نهائي كأس القارات للأندية 2025
نهائي كأس القارات للأندية 2025، المعروف أيضًا باسم كأس القارات للأندية 2025، هو المباراة النهائية لكأس القارات للأندية 2025، وهي بطولة كرة قدم دولية للأندية يشارك فيها أبطال الاتحادات القارية الستة. ستُقام المباراة في 17 ديسمبر 2025 بين باريس سان جيرمان والفائز بكأس التحدي (كأس إقصاء بين الاتحادات القارية الخمسة الأخرى).

## عن الفريقين
في الجدول التالي، كانت النهائيات حتى عام 2005 في حقبة بطولة العالم للأندية، وبين عامي 2006 و2023 في حقبة كأس العالم للأندية.
| الفريق             | الاتحاد                     | طريقة التأهل للبطولة          | ظهور الفريق في نهائيات سابقة لبطولة عالمية (الخط الغليظ يشير لسنة التتويج) |
| ------------------ | --------------------------- | ----------------------------- | -------------------------------------------------------------------------- |
| باريس سان جيرمان   | الاتحاد الأوروبي لكرة القدم | بطل دوري أبطال أوروبا 2024–25 | لم يسبق له الوصول للنهائي                                                  |
| الفائز بكأس التحدي | لم يحدد بعد                 | لم يحدد بعد                   | لم يحدد بعد                                                                |

ملاحظة: في 27 أكتوبر 2017، اعترف الاتحاد الدولي لكرة القدم رسميًا بجميع أبطال كأس الإنتركونتيننتال كأبطال للعالم للأندية.
- كأس الإنتركونتيننتال (1960–2004)
- كأس العالم للأندية (2000، 2005–حتى الآن)

## الطريق إلى النهائي
باعتباره الفائز بدوري أبطال أوروبا 2024–25، تأهل باريس سان جيرمان مباشرة إلى نهائي البطولة.

## المباراة

### التفاصيل
| باريس سان جيرمان | المباراة 5 | الفائز من المباراة 4 |
| ---------------- | ---------- | -------------------- |
|                  |            |                      |

|  |  |